# Irene Ballester Buigues
Irene Ballester Buigues (Pedreguer, 3 de gener de 1979) és una gestora cultural valenciana especialista en estudis feministes en art i gènere i activista social. La seua investigació s'ha centrat al voltant de la visibilització de les dones. En 2018 fou escollida membre del Consell Valencià de Cultura.

## Biografia
És Doctora en Història de l'Art per la Universitat de València l'any 2010 i va realitzar un màster universitari en Recerca Aplicada en Estudis Feministes, de Gènere i Ciutadania a la Universitat Jaume I de Castelló l'any 2003.
Com a docent, ha impartit cursos i classes a la Universitat d'Alacant, Universitat de València, Espai d'Art Fotogràfic, Universitat Jaume I, Fundació Fiart o Centre d'Estudis Casa Lamm. A més ha participat en diversos tribunals de màster i projectes de recerca, congressos i conferències i ha estat jurat en diversos certàmens de la Universitat de València i Alacant.
Va rebre, entre unes altres, una beca de Recerca Doctoral atorgada per la Secretaria de Relacions Exteriors de Mèxic i una Estada de Recerca en l'Institut de Recerques Estètiques de la Universitat Nacional Autònoma de Mèxic.
A més ha estat revisora externa de les revistes Dossiers Feministes i Asparkía publicades per la Universitat Jaume I de Castelló, de la revista Anagramas, Universitat de Medellín a Colòmbia, correctora externa de la revista Cultura y religión, Universidad Arturo Prat a Santiago de Xile i coordinadora de la secció Art i feminismes en la plataforma de formació on-line Feminicidio.net.
Els seus estudis se centren en dones artistes i en la representació del cos de la dona. Ha publicat un llibre sobre la representació extrema del cos de la dona titulat El cuerpo abierto. Representaciones extremas de la mujer en el arte contemporáneo.
Ha estat directora al País Valencià del Festival Mirades de Dones de l'associació MAV l'any 2014. Com a activista social és la coordinadora de la plataforma web activista Acció Contra Violència de Gènere (ACVG), membre de Dones en les Arts Visuals MAV i de l'Associació Valenciana de Crítics d'Art (AVCA).
És professora a l'Escola Internacional de Fotografia Espai d´Art Fotogràfic i coordinadora del Màster en Fotografia, producció i creació de la Universitat de València.
L'abril de 2017 va participar com a ponent, al costat d'altres cinc dones, al Parlament Europeu analitzant la visió estereotipada de la dona al món publicitari, van abordar des de la seua disciplina el panorama actual de l'objectualizació de la dona en la publicitat i, a més van coincidir en la necessitat de canviar una situació «clarament denigrant» i una visió «manifestament irreal» de la dona.
Segons les paraules de Ballester en l'Eurocambra, "Aquesta representació no digna de les dones és el que volem eliminar. Aparèixer des de tiratges en el sòl, violentades, totalment passives".

## Publicacions
Entre les seues publicacions podem destacar: 
- 2016: No eres tú, es un nosotros, MAKMA
- 2015: Diálogos de resistencia: artistas de España, México y Guatemala en la denuncia del feminicidio, Feminicidio. El asesinato de mujeres por ser mujeres, Editorial Catarata, Madrid
- 2015: Com a coordinadora: Dos-cents anys a l'ombra de la duquessa d'Almodóvar, Edicions 96, Ajuntament de Xaló, Ajuntament de Gata de Gorgos, Ajuntament de Llíber
- 2014: A les fronteres del cos: seducció, creativitat i domini, Dossiers Feministes núm. 18, Universitat Jaume I
- 2014: Estudi de taca negra. No se què passa que ho veig tot negre, Art a la Casa Bardín, Institut Alacantí de Cultura Juan Gil-Albert, Alacant
- 2014: Imperium Virginis, M-arte y cultura visual ISSN: 2255-0992
- 2014: Mulier, mulieris. Subvirtiendo (in)visibilitats i obediències, Museu de la Universitat d'Alacant (MUA), Alacant, març,
- 2013: Subvirtiendo silencios y otredades. Correcciones marginales II, Vozal, núm. 3, Bogotà (Colòmbia)
- 2012: El cuerpo abierto: representaciones extremas de la mujer en el arte contemporáneo, Ediciones Trea, Institut de la Dona, Gijón[11]
- 2012: Coautora amb Mau Monleón Pradas: Introducción”, API. Arte y Políticas de Identidad, vol. 6, Universitat de Múrcia
- 2012: Confluencias feministas entre arte y tecnología, API. Arte y Políticas de Identidad, vol. 6, Universitat de Múrcia
- Metàfores extremes enfront del dolor i des del feminisme, Dossiers Feministes, núm. 16, Universitat Jaume I 2012 ISSN: 1139-1219
- 2010: Desde el empoderamiento. Imágenes extremas contra al capitalismo patriarcal globalizador: combatividad y resistencia frente al feminicidio mexicano y la desterritorialización chicana, API. Arte y políticas de identidad, Universitat de Múrcia
- 2007: La Duquessa d'Almodòvar, vida d'una dona aristòcrata a la fi del segle xviii Ajuntament de Xaló, Institut d'estudis comarcals de la Marina, Aa, 2007.

## Projectescuratorials
Com a comissària, podem destacar diversos projectes:
- 2016: Donde germinan los silencios, Caja Rural de Teruel.
- 2015: Desmontando poderes y silencios, Ajuntament de Fuenlabrada (Madrid)
- 2014: Pablo Bellot: arte en casa Bardín, Diputació d'Alacant.
- 2014: Mujeres: territorios artísticos de resistencia, Centre Cultural La Nau, Universitat de València.
- 2014: Imperium Virginis del Colectivo Art al Quadrat, exposició que forma part del Festival Mirades de Dones La Llotgeta, València.
- 2014: Corporeidades feministas en España portada a terme al Museu de Dones de Costa Rica
- 2013-2014: Directora del Festival Mirades de Dona al País Valencià
- 2012: In-Out House. Circuits de gènere i violència en l'era tecnològica, Universitat Politècnica de València, Ministeri d'Economia i Competitivitat. València.
- 2012: Directora del Seminario Internacional y exposición Imágenes extremas de mujeres a través de la combatividad y de la resistencia, Centro Cultural Matadero de Madrid, Fundación Lydia Cacho (Madrid), Ministeri de Cultura. Adscrit a la I edició del Festival Mirada de Dones.
- 2009-2010: Membre de l'equip curatorial del projecte expositiu ENVOLTURA. OBRA CORAL. INTROITUS: género e identidad en la obra de mujeres artistas del Caribe colombiano, exposició patrocinada per l'AECID-CFE de Cartagena d'Índies (Colòmbia).